# Jean-Pierre Lefebvre (germaniste)
Pour les articles homonymes, voir Lefebvre et Jean Pierre Lefebvre.
Jean-Pierre Lefebvre, né le 26 juin 1943 à Boulogne-sur-Mer, est un germaniste français, connu comme  traducteur de nombreux grands auteurs de la littérature et de la philosophie allemandes. Il est professeur émérite de littérature allemande à l'École normale supérieure.

## Biographie
Il fait ses études secondaires au lycée Faidherbe à Lille où il est l'élève de Marie-Joseph Moeglin, puis à l'École normale supérieure, en allemand, philosophie, latin, langues scandinaves. Il y a été l'élève de Paul Celan. Il est lecteur à l'université de Heidelberg entre 1965 et 1967 et obtient l'agrégation d'allemand en 1968. Il soutient en 1976 une thèse de troisième cycle intitulée Heine et Hegel. Histoire de la philosophie et philosophie de l’histoire et une habilitation universitaire intitulée La Poésie dans la pensée en 2000, à l'université Bordeaux 3. D'abord assistant en études germaniques à la Sorbonne (1969-1971), il fait ensuite l'essentiel de sa carrière à l'École normale supérieure, où il est successivement agrégé-répétiteur, maître de conférences, puis professeur de 2002 à 2012 (allemand, philosophie). Il est professeur émérite depuis 2012.
Il est aussi l'auteur des romans La Nuit du passeur (1989) et Une île si tranquille (2019).

## Recherches
Les deux principaux domaines de recherche et de traduction de Jean-Pierre Lefebvre sont d'une part l'œuvre de Paul Celan et d'autre part les liens entre poésie et philosophie dans la première moitié du XIXe siècle en Allemagne, autour de figures comme Hölderlin, Heine et Hegel. Toutefois il a aussi traduit Goethe, Bertolt Brecht, Rainer Maria Rilke, Stefan Zweig et Franz Kafka. Il dirige aujourd’hui la cellule de recherche de l'ENS consacrée à Paul Celan, qui travaille à la fois à l'exégèse de son œuvre et à l'édition de sa correspondance ou de ses notes de lecture. En philosophie et en histoire des idées, Jean-Pierre Lefebvre est connu comme traducteur de la Phénoménologie de l'esprit de Hegel, mais aussi de textes de Kant ou Freud. Il a également édité les œuvres de Karl Marx aux Éditions sociales et est codirecteur de la collection Philosophies des Presses universitaires de France.

## Prix et distinctions
- Prix Gérard de Nerval de la Société des gens de lettres pour son Anthologie bilingue de la poésie allemande parue en 1993 dans la Bibliothèque de la Pléiade (Gallimard).
- Novembre 2008 :  Prix Grimm du DAAD, qui récompense chaque année un germaniste dans le monde pour l'ensemble de son œuvre.
- 2008 : membre de la Deutsche Akademie für Sprache und Dichtung (Darmstadt)[2].
- 2015 : docteur honoris causa de l'université de Lausanne[3]
- Prix lémanique de la traduction, 2018